# Quai du Cours-la-Reine
Le quai du Cours-la-Reine est une voie publique de la commune de Rouen.

## Situation et accès
Le quai du Cours-la-Reine est situé à Rouen. Il constitue un quai bas bordé par la Seine, borné par le quai d'Elbeuf en partie sud et le quai bas Jacques-Anquetil en partie nord.
Selon le plan Gréber de 1942 dont une maquette a été donnée à la visite publique dès 1943, le cours-la-Reine est, à l'instar de l'île Lacroix, « noyée sous les arbres » (actuel quai Jacques-Anquetil).

## Historique
Le cours (de) la Reine est une promenade du bord de Seine remontant à 1649, sur une initiative d'Henri II d'Orléans-Longuevilleet plantée de tilleuls et d'ormes, dont Camille Pissarro donne une vue bucolique en 1890  et Eugène Boudin en 1895 une vue directe sur l'île Lacroix.
En 1832, le professeur à l'école de dessin Charles-Jacques-François Lecarpentier qualifie déjà le cours de la Reine (ou Grand Cours) de « l'une des plus belles promenades de France ».
Le peintre Albert Lebourg écrit : « Ce que Rouen est beau du Cours-la-Reine ».

## Bâtiments remarquables et lieux de mémoire

### Dans l'art
- On doit à Maxime Lalanne (1827-1886) une eau-forte du cours la Reine[2]
- Eau-forte de Jules Adeline, 1875
- Estampe de Pissarro (1830-1906), sur gallica.bnf.fr
- Le cours La Reine, Rouen eau-forte par Józef Pankiewicz (1866-1940)
- Cours la Reine matin d'été Rouen par Narcisse Guilbert (1878-1942)
- Carte postale (péniches à couple)